# Zenon Adamczyk
Zenon Adamczyk (ur. 23 maja 1927 w Felicjanowie) – polski inżynier włókiennik, poseł na Sejm PRL III kadencji.

## Życiorys
Uzyskał wykształcenie wyższe, z zawodu magister inżynier włókiennik. Został naczelnym inżynierem, a następnie dyrektorem Zambrowskich Zakładów Przemysłu Bawełnianego. Należał do Polskiej Zjednoczonej Partii Robotniczej. W 1961 uzyskał mandat posła na Sejm PRL w okręgu Łomża. W trakcie kadencji zasiadał w Komisji Przemysłu Lekkiego, Rzemiosła i Spółdzielczości Pracy.